# Ясень обыкновенный
Я́сень обыкнове́нный, или Ясень высо́кий (лат. Fráxinus excélsior) — древесное растение; вид рода Ясень семейства Маслиновые (Oleaceae).

## Ботаническое описание

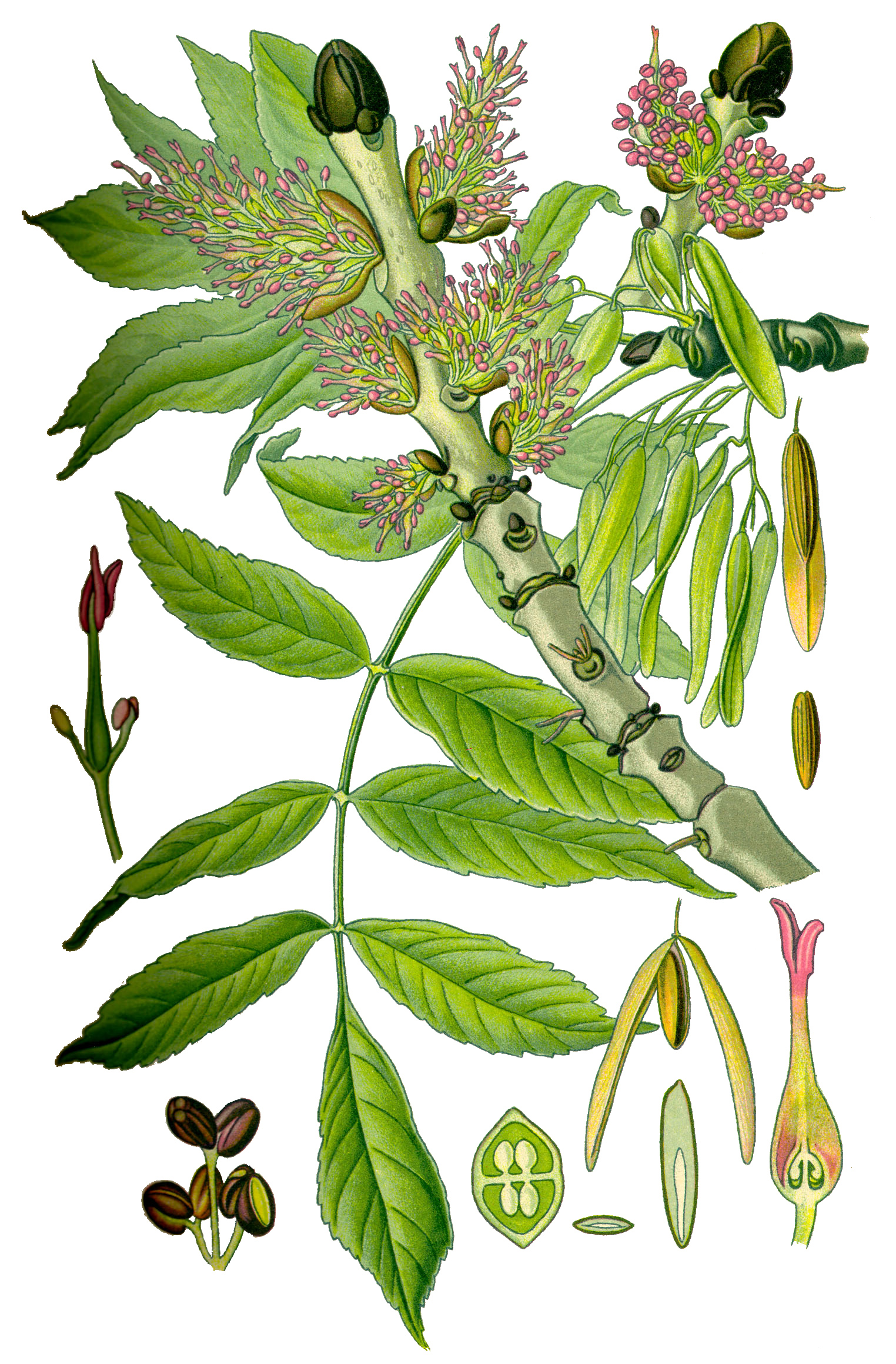
Ясень обыкновенный. Ботаническая иллюстрация из книги О. В. Томе
Flora von Deutschland, Österreich und der Schweiz, 1885

Ясень обыкновенный — дерево высотой 20—30 м (иногда до 40 м) и диаметром ствола до 1 м. Крона высокоподнятая, ажурная ~15м в диаметре.
Кора серая трещиноватая (у молодых растений — серо-зелёная гладкая).
Почки черноватые, бархатистые. Листья непарноперистые, состоят из 7—15 (чаще 9—11) листочков. Листочки ланцетные или продолговато-яйцевидные, почти сидячие, неравномернопильчатые по краю, сверху ярко-зелёного, а снизу светло-зелёного цвета. 

Цветки мелкие, без околоцветника, обоеполые, с двумя тычинками и пестиком с двураздельным рыльцем (реже встречаются цветки без пестика), собраны пучками в метёлки на побегах прошлого года. Цветение — до появления листьев, в центре Европейской части России — в апреле—мае.
Растение полигамное. Плоды — узкие крылатки, длиной до 5 см, вначале зелёного цвета, потом коричневого, — созревают в августе, часто удерживаются на растении всю зиму.

## Распространение и экология
Родина ясеня обыкновенного — Европа и Закавказье, откуда простирается в Иран.
В России он обычен в Европейской части и на Северном Кавказе в широколиственных и смешанных лесах, чаще на опушках или светлых полянах; чистых насаждений почти не образует. Самое северное природное местообитание ясеня обыкновенного и в целом — деревьев рода Fraxinus в мире находится в Норвегии, примерно на широте Полярного круга.
Растёт быстро, предпочитает плодородные слабощелочные почвы.
Размножается семенами, после рубки даёт обильную поросль от пня.

## Значение и применение
Используется для декоративного, защитного и мелиоративного лесоразведения. Хорошо смотрится в садово-парковых ансамблях, аллейной посадке.
Известные сорта:
- Fraxinus excelsior 'Aurea'[4] — с желтовато-зелёной листвой, которая к осени темнеет.
- Fraxinus excelsior 'Aurea Pendula'[5]
- Fraxinus excelsior 'Diversifolia'[6]
- Fraxinus excelsior 'Pendula'[7] — плакучая форма: ветви свисают до земли.

Древесина ясеня обыкновенного очень прочная, красивая по текстуре и цвету; в обработке легка.
Молодые побеги могут служить кормом для домашнего скота, в лесах их охотно поедают олени и лоси.
При цветении в апреле — мае даёт медоносным пчёлам пыльцу-обножку.
Семена, содержащие большое количество жира, охотно поедаются обыкновенным снегирём во время зимних кочёвок.

## Символизм
- В скандинавских мифах (сагах) ясень известен как Мировое Древо — Иггдрасиль. Он олицетворяет источник жизни и бессмертия. Его крона, ствол и корни соединяют небеса, землю и подземный мир. Ясень посвящён верховному богу Одину и символизирует плодородие, единство противоположностей, непобедимость и непрерывность жизни[9].
- Ясень получил распространение в территориальной и родовой геральдике в качестве естественной негеральдической фигуры. Примером её использования может служить герб коммуны Ашау-на-Инне.

| Лист | Цветки | Плоды-крылатки |  |  | В горах Заилийского Алатау в октябре |

## Классификация

### Таксономическое положение
Fraxinus excelsior L., 1753, Sp. Pl. : 1057
Вид Ясень обыкновенный относится к роду Ясень (Fraxinus) семейства Маслиновые (Oleaceae) порядка Ясноткоцветные (Lamiales) и включается в дочернюю кладу Ламииды, последовательно входящую в более крупные клады Астериды → Суперастериды → Эвдикоты → Цветковые растения. Таксономическая схема в соответствии с Системой APG IV по состоянию на декабрь 2023 года:
|  |                          |  |                                   |                                   |                      |  | еще 23 семейства | еще 23 семейства |                    |  |                         |  | еще 62 подтвержденных вида и 36 видов, ожидающих подтверждения | еще 62 подтвержденных вида и 36 видов, ожидающих подтверждения |  |
|  |                          |  |                                   |                                   |                      |  | еще 23 семейства | еще 23 семейства |                    |  |                         |  | еще 62 подтвержденных вида и 36 видов, ожидающих подтверждения | еще 62 подтвержденных вида и 36 видов, ожидающих подтверждения |  |
|  |                          |  |                                   | порядок Ясноткоцветные            |                      |  |                  |                  | род Ясень          |  |                         |  |                                                                |                                                                |  |
|  |                          |  |                                   | порядок Ясноткоцветные            |                      |  |                  |                  | род Ясень          |  | 3 внутривидовых таксона |  |                                                                |                                                                |  |
|  | клада Цветковые растения |  |                                   |                                   | семейство Маслиновые |  |                  |                  | Ясень обыкновенный |  |                         |  |                                                                |                                                                |  |
|  | клада Цветковые растения |  |                                   |                                   |                      |  |                  |                  |                    |  |                         |  |                                                                |                                                                |  |
|  |                          |  | ещё 63 порядка цветковых растений | ещё 63 порядка цветковых растений |                      |  |                  | еще 28 родов     | еще 28 родов       |  |                         |  |                                                                |                                                                |  |
|  |                          |  |                                   | ещё 63 порядка цветковых растений |                      |  |                  |                  | еще 28 родов       |  |                         |  |                                                                |                                                                |  |

### Внутривидовые таксоны
- Fraxinus excelsior subsp. coriariifolia (Scheele) A.E.Murray
- Fraxinus excelsior subsp. excelsior
- Fraxinus excelsior subsp. siciliensis Ilardi & Raimondo

### Синонимы
- Fraxinus excelsior f. aureopunctata Beissner
- Fraxinus excelsior f. paniculata Beissner
- Fraxinus excelsior var. communis Aiton
- Fraxinus excelsior var. heterophylla (Vahl) Willd. ex Wesm.
- Fraxinus excelsior var. monophylla (Dum.Cours.) Gren. & Godr.
- Fraxinus pendula [ Dryand. ]
- Fraxinus striata Dum.Cours.
- Fraxinus stricta Beissner
- Fraxinus verrucosa Pers.